# Jag älskar dig, Jesus
Jag älskar dig, Jesus är en lovpsalm skriven 1862 av William Ralph Featherston. Texten fick en lätt bearbetning av Lina Sandell-Berg 1896. Melodin är skriven av Adoniram Judson Gordon 1876. Omkvädet lyder: "Ingen, nej ingen har älskat som du".

En liknande text av Featherston finns i Frälsningsarméns sångbok 1990 med titeln Dig, Jesus jag älskar.

## Publicerad i
- Psalmer och Sånger 1987 som nummer 646 under rubriken "Att leva av tro - Glädje - tacksamhet".[2]
- Segertoner 1988 som nummer 355 under rubriken "Fader, son och ande - Jesus, vår Herre och broder".[1]
- Jubla i Herren 1999 som nummer 100.
- Ung psalm 2006 som nummer 261 under rubriken "Du är alltid mycket mer – lovsång ända in i himlen".[3]
- Lova Herren 2020 som nummer 26 under rubriken "Guds Son, Jesus vår Frälsare".